# Dizi
Il dizi (in cinese 笛子, in pinyin dízi) è un flauto traverso cinese. A volte è chiamato di (笛) o hengdi (橫笛), ha varianti note come qudi (曲笛) e bangdi (梆笛).

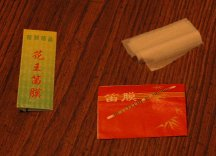
La membrana di bambù del dizi.

Una membrana detta dimo, che ne determina il tipico timbro ronzante, è applicata su un foro ricavato tra quello di insufflazione e il primo foro digitale.
Il dizi è un importante strumento musicale della tradizione cinese, utilizzato nella musica popolare nell'opera e nella musica orchestrale, così come nella musica cinese esportata in Occidente. Il dizi ha una lunga storia e una consistente popolarità anche tra i cinesi non musicisti, probabilmente perché è facile da fabbricare e trasportare ed ha un suono molto gradevole.
Il dizi è normalmente fabbricato a partire dal bambù, motivo per cui è spesso indicato come "il flauto cinese di bambù", anche se il bambù è un materiale che ricorre nella fabbricazione di molti strumenti cinesi (quanto lo è il legno negli strumenti occidentali) e quindi questa denominazione è altamente generica. Inoltre esistono dizi fabbricati con altri tipi di legno e con altri materiali, come i dizi di giada (yudi, 玉笛) molto ricercati dai collezionisti e dai musicisti per la loro bellezza, anche se le qualità acustiche della giada (come quelle del metallo) modificano il suono tipico del dizi.
Il dizi non è l'unico flauto cinese di bambù, anche se è probabilmente il più caratteristico. Altri strumenti a fiato cinesi di bambù sono lo xiao, il guan, il koudi, e il bawu.